# Тотомачапанский сапотекский язык
Тотомачапанский сапотекский язык (San Pedro Totomachapan Zapotec, Totomachapan Zapotec, Western Zimatlán Zapotec, Zapoteco de San Pedro Totomachapan) — сапотекский язык, на котором говорят в городах Сан-Бернардо-Мистепек и Санта-Гертрудис округа западной части округа Симатлан штата Оахака в Мексике. Тотомачапанский не имеет разборчивости с другими сапотекскими языками.